# Gregor Mayrhofer

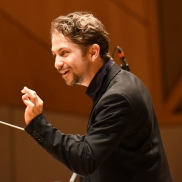
Gregor Mayrhofer

Gregor Amadeus Mayrhofer (* 1987 in München) ist ein deutscher Dirigent, Komponist und Pianist.

## Leben und Wirken
Mayrhofer wuchs als zweiter von drei Söhnen des Musikerehepaares Franz und Elisabeth Mayrhofer in Wolfratshausen auf und erhielt von seinem Vater ersten Geigenunterricht. Ab dem Alter von 6 Jahren kamen Klavier-, Orgel-, Klarinetten- und Kompositionsunterricht hinzu. Nach dem Abitur studierte er Komposition und Dirigieren an der Musikhochschule München bei Jan Müller-Wieland, am Pariser Konservatorium bei Frédéric Durieux, an der Musikhochschule Düsseldorf bei Rüdiger Bohn und Manfred Trojahn sowie an der New Yorker Juilliard School bei Alan Gilbert.
2015 wurde er Assistenz-Dirigent des Ensemble intercontemporain und debütierte mit diesem 2016 in der Philharmonie de Paris. Im Rahmen des Sir Simon Rattle Stipendiums der Karajan-Akademie assistierte er ab 2017 für zwei Jahre bei den Berliner Philharmonikern und arbeitete dabei mit Simon Rattle und zahlreichen weiteren bedeutenden Dirigenten zusammen.
Als Dirigent bzw. Komponist arbeitete er u. a. mit dem Orchester der Bayerischen Staatsoper, SWR Symphonieorchester, Münchener Kammerorchester, Münchner Symphoniker, Belgrade Philharmonic, Slovenian Philharmonic und dem Lucerne Festival Academy Orchestra. Ebenso leitete er Konzerte mit dem Ensemble Ascolta, Ensemble Proton Bern und Solisten wie Daniil Trifonow, Georg Nigl und Patricia Kopatchinskaja. Er war Dirigent der Filmmusikeinspielungen von Ralf Wengenmayr zu Jim Knopf und die Wilde 13 und von Michael Bully Herbigs Das Kanu des Manitu.
Außerdem tritt Mayrhofer als Pianist zusammen mit seinem Bruder Raphael Mayrhofer im Jazz Duo Imbrothersation auf, für das sie mit dem Tassilo Kulturpreis der Süddeutschen Zeitung ausgezeichnet wurden. Seit 2018 engagiert er sich bei dem Frankfurter Integrations-Projekt „Bridges – Musik verbindet“.
2023 wurde Mayrhofer für den Opus Klassik in den Kategorien „Komponist des Jahres“, „Nachwuchskünstler des Jahres“ (Dirigat) und für sein Recycling Concerto auch in den Kategorien „Innovationspreis für Nachhaltigkeit“, „Videoclip des Jahres“, „Preis für Nachwuchsförderung“ und  „Innovatives Konzert des Jahres“ nominiert. Im darauffolgenden Jahr wurde er ebenfalls für den „Innovationspreis für Nachhaltigkeit“ nominiert für sein Insect Concerto.
Ab der Saison 2024 ist er Musikalischer Direktor des Hidalgo Festivals in München.
Mayrhofer lebt in Berlin.

## Wirken als Komponist
Mayrhofer erhielt Kompositionsaufträge von der Bayerischen Staatsoper, dem Bayerischen Rundfunk, der Deutschen Oper Berlin, der Münchener Biennale, der Staatsoper Hannover (Kinderoper Die Drei Spinnerinnen) und BASF Kultur. Uraufführungen seiner Werke dirigierte er mit dem Scharoun Ensemble der Berliner Philharmoniker und dem Ensemble intercontemporain in der Kölner Philharmonie und der Pariser Philharmonie.
Sein Werk umfasst Kompositionen für Orchester, Kammerorchester bzw. Kammermusikensemble in verschiedenen Besetzungen, Solowerke für verschiedene Instrumente (z. B. Klavier, Violoncello, Klarinette/Oboe, Orgel). Zu seinen Werken zählen auch Vokalkompositionen für Chor a cappella, eine Kammeroper sowie Werke für Solostimme mit Begleitung und Werke für Kinder. 2018 komponierte er im Auftrag des WWF sein Insect Concerto für Ensemble, um auf das weltweite Insektensterben aufmerksam zu machen.
Das Insect Concerto und das Recycling Concerto werden bei Boosey & Hawkes verlegt.
2022 wurde sein abendfüllendes Oratorium "Wir sind Erde" zusammen mit dem Orchester des Wandels der Staatskapelle Berlin unter seiner Leitung in der Berliner Philharmonie uraufgeführt.

## Auszeichnungen
- 2006: 1. Preis Jugend musiziert Bundeswettbewerb zusammen mit Maria Well
- 2008: Tassilo-Preis der Süddeutschen Zeitung (Jazzduo Imbrothersation)[8]
- 2017: Charles Schiff Conducting Award[3]
- 2018: Bayerischer Kunstförderpreis[26]